# Reuteroscopus hamatus
Reuteroscopus hamatus är en insektsart som beskrevs av Kelton 1964. Reuteroscopus hamatus ingår i släktet Reuteroscopus och familjen ängsskinnbaggar. Inga underarter finns listade i Catalogue of Life.